# FWŚ 207S
207S – typ wagonów pojemnikowych, produkowanych w 1968 roku przez Fabrykę Wagonów w Świdnicy.

## Konstrukcja
207S był ostatnim typem wagonów garnkowych do przewozu kwasu solnego wyprodukowanym przez świdnicką fabrykę. Projekt tego typu wagonów opracowało Zakładowe Biuro Konstrukcyjne w roku 1967 z wykorzystaniem zunifikowanego podwozia cysterny 32Rb, z ostoją przygotowaną pod zabudowę sprzęgu samoczynnego.
W stosunku do poprzednich typów wagonów, zwiększono liczbę turyli z 12 na 14, co zwiększyło pojemność ładunkową wagonu. Ponadto konstrukcję przystosowano do wyższej prędkości jazdy (100 km/h). Wadami wagonów garnkowych były przede wszystkim: niewielka pojemność, niebezpieczny i problemowy dla obsługi załadunek i rozładunek oraz niska trwałość turyli, które nie były odporne na uszkodzenia mechaniczne (zbiorniki wykonano z ceramiki). W przypadku pęknięcia następował wyciek transportowanej żrącej substancji i w efekcie korozję elementów pojazdu i skażenie środowiska.

## Eksploatacja
Wagony kamionkowe od lat 70. stopniowo zastępowano cysternami (typu 408Rc, a następnie 438R), przystosowanymi do rozładunku pod ciśnieniem, ze zbiornikami pokrytymi wewnątrz wykładziną odporną na działanie substancji żrących.
Wagony typu 207S skasowano już w latach 80., natomiast eksploatacja kamionek (13S) zakończona została pod koniec lat 90.